# Ambatomainty (stad)
Ambatomainty is een stad in Madagaskar, gelegen in de regio Melaky. 

## Geschiedenis
Tot 1 oktober 2009 lag Ambatolampy in de provincie Mahajanga. Deze werd echter opgeheven en vervangen door de regio Melaky. Tijdens deze wijziging werden alle autonome provincies opgeheven en vervangen door de in totaal 22 regio's van Madagaskar.